# Mount Meru (band)
Mount Meru is een Belgische pop- en jazzband die werd opgericht in 2011, onder meer door enkele studenten aan het conservatorium. In juni van dat jaar werd de debuutplaat “Arbres” opgenomen in cc De Warande. In september 2013 kwam de cd uit bij Challenge Records.
In 2012 kreeg Mount Meru de kans een onderzoeksproject uit te werken in De Bijloke in het kader van Manufactuur. De groep werkte rond neonaturalisme in muziek.

## Tracks Arbres
1. Arbre II - 5:21
2. Le bonheur - 3:41
3. Dormez bien - 6:41
4. Le progrès (est une idée saugrenue) - 4:35
5. Quercus - 1:53
6. Mission - 4:38
7. L'ennui - 7:01
8. Le vent qui nous raconte l'histoire... - 1:45
9. ...Que la terre lui a chuchoté - 2:34
10. La poésie du mécréant - 3:22
11. Sous verre - 3:42
12. Arbre - 4:31